# Matthias Schenck
Matthias Schenck, auch Matthias Schenk bzw. Matthäus Schenck (* 1517 in Konstanz; † 21. Juli 1571 in Augsburg) war ein deutscher Schulmann und Bibliothekar.

## Leben
Schenck war der Sohn armer Eltern und wuchs am Bodensee in Konstanz auf. Beim Besuch der Konstanzer Lateinschule wurden seine Begabungen entdeckt und ihm der Wechsel nach Straßburg ermöglicht. 1535 besuchte er das Straßburger Gymnasium, eine akademisch geprägte Vorläuferanstalt der Straßburger Universität, an der er maßgeblich durch Johannes Sturm beeinflusst wurde. Er besuchte ab 1539 zunächst die Universität Marburg, bevor er bereits 1540 an die Universität Wittenberg wechselte, an der er Theologie studierte. Auch sein dortiger Aufenthalt kann nicht besonders lange gewesen sein. Denn er war 1541 bereits in Isny, wo er sich wohl auch der hebräischen Sprache widmete. Von Isny wurde er an die Konstanzer Lateinschule berufen, an der er die Schulleitung übernahm.
Schenck musste beim Eintreffen der kaiserlichen Truppen in Konstanz im Schmalkaldischen Krieg die Stadt verlassen. Seine Flucht führte ihn nach Augsburg. Dort fand er zunächst Anstellung als Lehrer am St. Annagymnasium und wurde anschließend dessen Rektor. Er konnte die Lehrqualität der Einrichtung nach der Zeit von Sixt Birck wieder heben und übernahm zudem von Birck das Amt des Stadtbibliothekars in Augsburg. Unter Schencks Schulleitung wurde 1557 auf seine Veranlassung unter anderem der Humanist Hieronymus Wolf an die Schule berufen. Mit ihm teilte er sich fortan das Rektoren- und Bibliothekarsamt.
Schenck, der bis zu seinem Tod tätig war, wurde in Augsburg schriftstellerisch tätig, wobei sein Werk neben pädagogischen Denkschriften vor allem in Übersetzungen liegt, die mitunter erst nach seinem Tod Veröffentlichung gefunden haben, so zum Beispiel auch durch seinen späteren Amtsnachfolger David Höschel.

## Publikationen (Auswahl)
- NOMEN-||CLATOR,|| Hadriani Iunij, Medici || clarissimi: ad scholarum v-||sum, praetermissis linguis pere-||grinis, & mutatis in loco Ger-||manicis, additis deniq; paucis || quibusdam rerum voca-||bulis, accommo-||datus. Manger, Augsburg 1588.
- ELEMEN=||TA LITERARUM || & pietatis, qvae in Augu-||stana schola ad D. An-||nae pueris initiò || proponi soù||lent.||. Manger, Augsburg 1599.
- Terentii comoediae sex germanico-latinae. Augsburg 1624.